# Orenstein & Koppel MPF-12
Der Containerschiffstyp Orenstein & Koppel MPF-12 wurde in einer Serie von elf Einheiten gebaut.

## Einzelheiten
Der Entwurf der MPF-12-Schiffe fußte auf den Erfahrungen mit den erfolgreichen Trampko-Mehrzweckfrachtern und den seit 1968 auf der Lübecker Werft Orenstein & Koppel entworfenen Containerschiffsentwürfen. Die Baureihe wurde in den Jahren 1972 bis 1976 für mehrere deutsche Reedereien in verschiedenen Ausführungen als Semicontainerschiffe und Vollcontainerschiffe mit weit achterem Deckshaus gebaut. Die Kapazität betrug je nach Variante bis zu 700 TEU. Die ersten Schiffe der Serie verfügen über zwei Stülcken-Schwergutbäume und einen als Schwingbaum ausgeführten Ladebaum an der Vorkante der Aufbauten, bei einigen späteren Einheiten ersetzten Schiffskräne die Stülckenbäume und bei den zuletzt gebauten Vollcontainerversionen verzichtete man komplett auf das Ladegeschirr. Die letzten beiden Einheiten, Sovereign Express und Sovereign Accord waren darüber hinaus um 15 Meter länger ausgeführt und mit einer längeren Back versehen. In der Hauptsache wurden alle Einheiten des Typs im Containertransport eingesetzt.
Der Antrieb der Schiffe besteht aus einem 18-Zylinder OEW-Pielstick 18 PC 2-3 V Viertakt-Dieselmotor. Weiterhin stehen Hilfsdiesel und ein Notdiesel-Generator zur Verfügung. Die An- und Ablegemanöver werden durch ein Bugstrahlruder unterstützt.

## Die Schiffe
| Orenstein & Koppel Typ MPF-12 | Orenstein & Koppel Typ MPF-12 | Orenstein & Koppel Typ MPF-12 | Orenstein & Koppel Typ MPF-12 | Orenstein & Koppel Typ MPF-12                 | Orenstein & Koppel Typ MPF-12 |
| Bauname                       | Bau- nummer                   | IMO- Nummer                   | Ablieferung                   | Auftraggeber                                  | Umbenennungen und Verbleib |
| ----------------------------- | ----------------------------- | ----------------------------- | ----------------------------- | --------------------------------------------- | --- |
| Edith Howaldt                 | 688                           | 7204801                       | 16. Juni 1972                 | Seereederei Howaldt, Hamburg                  | in Fahrt als Edith Howaldt Russ, 1975 Cambridge, 1976 Edith Howaldt Russ, 1980 Edita, 1985 Mount Denali, 1985 Maria Hazimanolis, 1988 Marjo, 1994 Rei Feng, am 1. Mai 1999 zum Abbruch in Zhenjiang eingetroffen.                                                         |
| Rheingold                     | 689                           | 7221457                       | 1972                          | Cosima Reederei (Ernst Willner), Hamburg      | 1975 Columbus California, 1979 Bavaria Hongkong, 1979 Rheingold, 1982 Albion Star, 1984 Rheingold, 1984 Marina Sea, 1985 Adelaide Express, 1990 Marina Star, 1990 Lorcon Mindanao, am 28. April 2008 in Chittagong zum Abbruch eingetroffen                               |
| Walküre                       | 690                           | 7228285                       | 1973                          | Cosima Reederei (Ernst Willner), Hamburg      | 1973 Columbus Canada, 1979 Bavaria Trieste, 1980 Walküre, 1981 Devon, 1984 Walküre, 1984 Marina Sky, 1995 Fremantle Express, 1990 Marina Sky, 1990 Lorcon Luzon, ab 2. Februar 2010 verschrottet                                                                          |
| Rienzi                        | 699                           | 7328645                       | 1974                          | Cosima Reederei (Ernst Willner), Hamburg      | 1974 Columbus Capricorn, 1979 Bavaria Singapore, 1979 Rienzi, 1980 Aqaba Crown, 1982 Rienzi, 1984 Cala Atlantica, 1991 OOCL Arrow, 1992 Vigour Luzon, 1993 OOCL Arrow, 1997 Sinar Malaka, 1999 Sinar Lampung, 2000 Jala Mas, 2000 Hilir Mas, ab 9. Juli 2011 verschrottet |
| Tristan                       | 700                           | 7349845                       | 1974                          | Cosima Reederei (Ernst Willner), Hamburg      | 1974 Columbus Caribic, 1979 Tristan, 1981 Hodeidah Crown, 1983 Tristan, 1984 Cala Mediterranea, 1990 Tristan, 1991 Vira Bhum, 2001 Umbul Mas, ab 6. Juni 2012 verschrottet                                                                                                |
| Hermes I                      | 711                           | 7408938                       | 1975                          | Hermes Shipping (Mitsui), Tokyo               | 1983 Monte Ruby, 1988 Fu Yuan, 1991 Guru Bhum, 2000 IPS Karakoram, 2000 Karakoram, ab 27. Juni 2001 in Alang abgebrochen |
| Senta                         | 714                           | 7413608                       | 1975                          | Cosima Reederei (Ernst Willner), Hamburg      | 1975 Columbus Coromandel, 1980 Senta, 1981 Monte Pascoal, 1981 Muscat Bay, 1985 Marina Star, 1986 Sea Express, 1991 Asia Express, 1992 Tiger Speed, 1999 IPS Chennai, am 14. Oktober 1999 zum Abbruch bei Gohilwad Ship Breakers in Alang eingetroffen                    |
| Pelagos                       | 712                           | 7408940                       | 1976                          | Vernicos-Eugenides, Piräus                    | 1993 Sea Wave, 1997 Pelagos, 1999 Pela I, 2006 Gulf Mas |
| Anemos                        | 713                           | 7408952                       | 1976                          | Kyklamar, Monrovia Vernicos-Eugenides, Piräus | 1992 Sea Wind, Anemi, 2004 Kisik Mas, 2012 in Fahrt |
| Sovereign Express             | 715                           | 7420168                       | 4. Oktober 1976               | Mitsui Europe, Amsterdam                      | 1977 Seatrain Italy, 1981 Hermes Ace, 1990 ACX Canary, 1997 Rea, ab 7. Januar 2002 verschrottet |
| Sovereign Accord              | 716                           | 7420170                       | 1976                          | Mitsui Europe, Amsterdam                      | 1990 ACX Robin, 1997 Rover, ab 2. Dezember 2001 verschrottet |
| Equasis, grosstonnage         |                               |                               |                               |                                               | |